# Fuengirola
Fuengirola és un municipi d'Andalusia, a la província de Màlaga.

## Demografia
| 1877  | 1897  | 1900  | 1920  | 1940  | 1950  | 1960  | 1970   | 1981   | 1991   | 2001   | 2005   |
| ----- | ----- | ----- | ----- | ----- | ----- | ----- | ------ | ------ | ------ | ------ | ------ |
| 4.306 | 4.830 | 5.966 | 6.350 | 6.865 | 6.774 | 8.589 | 17.908 | 29.160 | 37.742 | 49.675 | 62.915 |

## Barris
- Fuengirola (centro)
- San Cayetano
- El Boquetillo
- Los Boliches
- Los Pacos
- Torreblanca
- Carvajal

## Administració
| Període      | Nom de l'alcalde/-essa                 | Partit polític | Data de possessió |
| ------------ | -------------------------------------- | -------------- | ----------------- |
| 1979 - 1983  | Manuel Delgado Perea                   | PSOE           | 19/04/1979        |
| 1983 - 1987  | Luis Pagán Saura Sancho Adam Valverde  | PSOE           | 28/05/1983        |
| 1987 - 1991  | Sancho Adam Valverde                   | PSOE           | 30/06/1987        |
| 1991 - 1995  | Esperanza Oña Sevilla Luis Pagán Saura | PP PSOE        | 15/06/1991        |
| 1995 - 1999  | Esperanza Oña Sevilla                  | PP             | 17/06/1995        |
| 1999 - 2003  | Esperanza Oña Sevilla                  | PP             | 03/07/1999        |
| 2003 - 2007  | Esperanza Oña Sevilla                  | PP             | 14/06/2003        |
| 2007 - 2011  | Esperanza Oña Sevilla                  | PP             | 16/06/2007        |
| 2011 - 2015  | n/d                                    | n/d            | 11/06/2011        |
| 2015 - 2019  | n/d                                    | n/d            | 13/06/2015        |
| 2019 - 2023  | n/d                                    | n/d            | 15/06/2019        |
| Des del 2023 | n/d                                    | n/d            | 17/06/2023        |

## Personatges il·lustres
- María Barranco, actriu.
- Julio Anguita González, polític.